# Леонов Олексій Дмитрович
Олексій Дмитрович Леонов (нар.. 3 лютого 1982; Суми) — заслужений художник України (2024), член Національної спілки художників України (2008). Творчість Олексія Леонова – особливий вид мистецтва. Це інтуїтивно-чуттєве осягнення суті життя, переосмислення духовної історії планети. Це символ нового часу, в якому домінантою виступає духовний, інтуїтивний світ. 

## Біографія
1982 - народився в м. Сумах. З дворічного віку розпочав ліпити з пластиліну, з п'яти — активно займався в Київській художній студії. Потім були роки успішного навчання в Державній художній школі ім. Т. Г. Шевченко в Києві.
1999 - вступив до Національної академії образотворчих мистецтв і архітектури (Київ). Тут починається справжня активна діяльність скульптора — напружена робота по вісім, а іноді, і по чотирнадцять годин на добу. Скульптору завжди допомагали особливості його характеру — величезна працьовитість і самодисципліна. Під час навчання Олексій Леонов брав участь у багатьох виставках і конкурсах.
2002 – отримав звання лауреата Всеукраїнської олімпіади з естетики. 
2005 – блискуче захистився в майстерні Валерія Швецова Національної академії образотворчих мистецтв і архітектури. Цього ж року вступив до аспірантури під керівництвом вчителя на наставника академіка Василя Захаровича Бородая.

2007 – брав участь у проєкті «Алея Муз» на березі Дніпра (Київ). Створив паркові скульптури «Орфей» і «Муза Скульптури» (штучний камінь).
2008 – прийнятий у члени Спілки художників України.
2007-2009 – оформляв Зали Громадського музею ім. М.К. Реріха.
2009-2021 – виконано серію пам'ятників та скульптур, присвячених духовним наставникам та вчителям людства. 
2022, лютий, березень – пережив окупацію в Київській області.
2023 – створення пам'ятника "Чудо Покрови Пресвятої Богородиці"
2024 – вручена відзнака та присвоєно почесне звання «Заслужений художник України». 

## Творчість
понад 200 персональних виставок відбулися в період з 2005 по 2025 роки у різних містах України, Польщі, Литви, Латвії, Чехії.
У понад 80 містах світу знаходяться роботи скульптора: Сан-Франциско, Нью-Йорк, Вашингтон, Лондон, Рим, Ватикан, Порту, Прага, Будапешт, Наарден, Більбао, Баку, Ченнай, Мумбай, Колькатта, Наггар та ін. 

Понад 50 авторських пам’ятників встановлено в різних містах світу на всіх континентах Землі, зокрема, деякі з них:
2010,  Сімферополь, – пам’ятники Святому Сергію Радонезькому, імператору Акбару. 
2011,  м. Калуга, – пам'ятник К. Е. Циолковському та С. П. Корольову «Зв'язок часів». 
2012, США, Г'юстон,  – памятник Юрію Гагаріну (встановлений біля історичної будівлі першої штаб-квартири NASA, проєкт Міжнародного благодійного громадського фонду «Діалог культур-єдиний світ»).

2012, Індія, Колькатта, 2016, Італія, Рим, – пам’ятник Матері Терезі.
2014, Індія, Ченнай, Нардені (Нідерланди), – погруддя засновниці теософського руху О.П. Блаватської.
2017, Азербайджан, Баку, – пам’ятник А. Нобелю.
2018, США, Сан-Франциско, – пам’ятник святителю Іоанну Шанхайському і Сан-Францизькому чудотворцю.
2024, Україна, м. Хмельницький, – пам’ятник «Чудо Покрови Пресвятої Богородиці».

### Особливості творчих тем та стилю

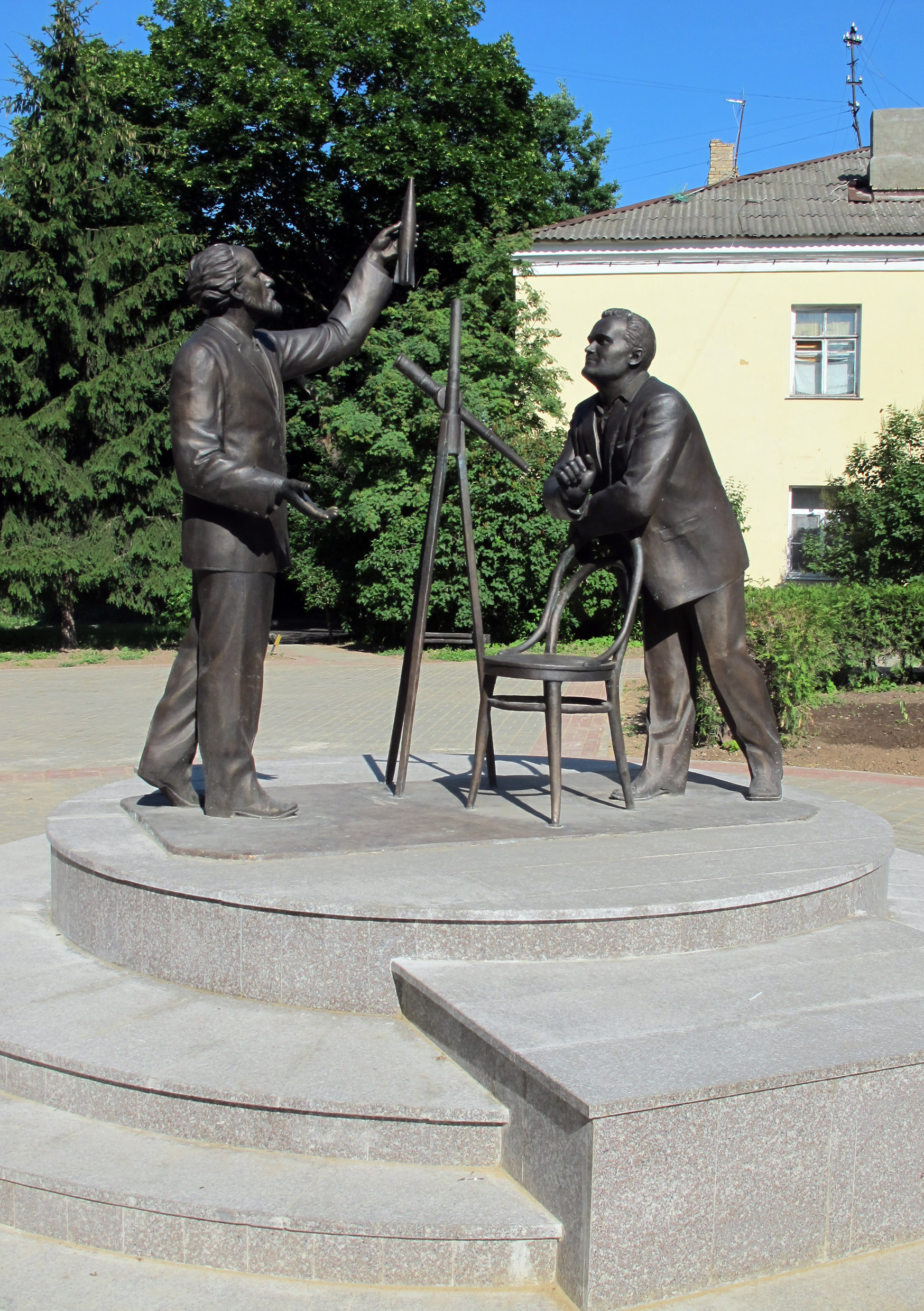
Пам'ятник Костянтину Ціолковському та Сергію Корольову в Калузі. 2011, бронза

Олексій Леонов володіє важливою для мистецтва скульптури якістю,  його образи сповнює привабливий, інтуїтивно відчутний процес внутрішнього життя — живий вогонь духу. Одним із векторів творчості є інтерес до візантійського і давньоруського іконопису, осмислення багатовікового багатства східних культур. 
Майстер має свій неповторний творчий стиль. Він працює в техніці шамотної глини. Техніка шамоту дозволяє зберегти всі особливості авторської ліплення і зближує її з технікою олійного живопису, в якій твір від задуму до завершення створюється самим автором.  Також використовує бронзу, штучний камінь.
Важливе місце в творчості скульптора займають жіночі образи. Жіноча суть  захисниці, матері, дарувальниці життя, натхненниці  різнобічно розкрита в скульптурах Олексія Леонова. «Цариця Небесна», «Покровителька світу», «Покрова», «Аспазія», «Валькірія», «Муза філософії»- яскраві тому приклади. Становище жінки в суспільстві - це положення світу в цілому. Звертаючись до космічних, божественних проявів, до міфічних образів і символів,  як і до теми материнства і дитинства скульптор відкриває світові ще одну істину: жінка - джерело Божественного захисту, Світло Гармонії, Краси, самовідданості, радості і турботи.

Базовою темою у творчості Олексія Леонова стали дитячі образи  як символ приходу в світ нового духовного мислення — «Маленький Будда». 
Важлива для художника і тема єднання людини з природою і з тваринами: «Ідилія», «Орфей». Скульптурна композиція «Ідилія» демонструє взаємозв'язок людини і природи - ведмедя. Люди відповідають за гармонію всіх ланок життя. Згідно світогляду автора, природа закликає людину до співмірності, до добротворчості. 
Великий вплив на творчість скульптора справила родина Реріхів — мислителі, художники і філософи.  Низка творів Олексія Леонова створена за мотивами картин Миколи Реріха, творчість і філософські погляди якого скульптор глибоко вивчає і розділяє. Це скульптури: «Рігден Джапо» (за картиною «Наказ Рігден Джапо»), «Страж» (за картиною «Страж входу»), «Покровителька Миру» (за картиною «Свята Покровителька») та багато інших. Скульптор пояснює це тим, що твори великих майстрів є немов вікнами до вищих світів краси. 
Цінності скульптора:
«Моя концепція творчості – об’єднання людей на ґрунті вічних цінностей, розкрити ціль та призначення людського життя. Краса є основою життя у всіх світах. Моя творчість виражає прагнення до краси».